# Ponta Era
Ponta Era ist ein Kap auf der osttimoresischen Insel Atauro, die der Landeshauptstadt Dili vorgelagert ist. Es befindet sich im Osten der Insel im Suco Vila Maumeta. Das Ponta Era ist der östlichste Punkt des Sucos. Am Kap liegt Ilitecaraquia, der nördlichste Ortsteil von Vila Maumeta, dem Hauptort der Insel.